# After School Dice Club
After School Dice Club (яп. 放課後さいころ倶楽部 хо:каго сайкоро курабу) — японская манга, сюжет и иллюстрация — Хиро Накамити. В центре внимания — группа девочек-подростков и их попытки создать Кафе с настольными играми. Издавалась в журнале сёнэн-манга «Monthly Shōnen Sunday» издательства Shogakukan с марта 2013 по июнь 2021 года.

## Сюжет
Мики Такэкаса — застенчивая старшеклассница, предпочитающая держаться в тени. Однажды после уроков она знакомится с новенькой ученицей по имени Ая Такаясики, которая уговаривает её отправиться вместе на прогулку. Вскоре они замечают, как их одноклассница Мидори Оно направляется в район развлечений. Проследив за ней, девушки узнают, что она работает в магазине настольных игр. Это открытие сближает Мики, Аю и Мидори, ведь все они разделяют увлечение настольными играми. С тех пор они проводят время вместе, открывая для себя всё новые игры.

## Персонажи
Мики Такэкаса (яп. 武笠美姫 Такэкаса Мики)
Сэйю: Саки Миясита; Алексис Типтон
Мики — застенчивая девушка с короткими голубыми волосами и бирюзовыми глазами. Она считает, что ей трудно получать удовольствие от развлечений, и предпочитает избегать шумных компаний.
Ая Такаясики (яп. 高屋敷綾 Такаясики Ая)
Сэйю: Марика Коно; Дэни Чемберс
Айя — энергичная новенькая ученица с длинными светло-каштановыми волосами и карими глазами. Она быстро находит общий язык с окружающими и легко относится к новым знакомствам.
Мидори Оно (яп. 大野 翠 О:но Мидори)
Сэйю: Мию Томита; Мадлен Моррис
Мидори — ответственная староста класса, которая придерживается правил. У неё тёмно-каштановые волосы до плеч и карие глаза. В свободное время она работает в магазине настольных игр в районе развлечений.
Такэру Киндзё (яп. 金城タケル Киндзё: Такэру)
Сэйю: Такая Курода; Рэй Херд
Такэру — управляющий игрового магазина, в котором работает Мидори. Несмотря на немного суровую внешность, он отличается дружелюбным характером. У него загорелая кожа, он носит солнцезащитные очки и лыс.
Эмилия (яп. エミーリア Эмирия)
Сэйю: M.A.O; Микаела Крантц
Эмилия — девушка с светлыми волосами, имеющая немецкие и ирландские корни. Она переехала в Японию вместе с отцом из Гамбурга и поступила в ту же школу, где учатся Мики, Айя и Мидори.
Сёта Таноуэ (яп. 田上翔太 Таноуэ Сёта)
Сэйю: Кохэй Амасаки; Джордан Дэш Крус
Сёта — светловолосый юноша с карими глазами, одноклассник Мики, Айи и Мидори. Он знаком с Мидори с детства и старается наладить отношения с Айей.
Рюдзи Ёсиока (яп. 吉岡龍二 Ёсиока Рюдзи)
Сэйю: Сюн Хориэ; Кристофер Ллевин Рамирес
Рюдзи — одноклассник Сёты, увлечённый кендо. Иногда он кажется немного неловким в общении. В школе у него есть группа поклонниц, внимания которых он старается избегать.
Юто Аосима (яп. 青島悠人 Аосима Юто)
Сэйю: Таку Ясиро; Рикко Фахардо
Юто — президент школьного совета. Отличается лёгким характером и пользуется популярностью среди окружающих. Обладает способностью быстро замечать сильные и слабые стороны других людей. По собственным словам, вступил в студенческий совет, чтобы приносить окружающим радость.
Рэн Сибусава (яп. 渋沢連 Сибусава Рэн)
Сэйю: Котори Коиваи; Кристи Ротрок}}
Рэн — вице-президент школьного совета. У неё короткие розовые волосы и розовые глаза. В средней школе она состояла в одной команде с Мидори и стремится вернуть её в школьный совет.
Хана Такаясики (яп. 高屋敷花 Такаясики Хана)
Сэйю: Хисако Тодзё; Эмбер Ли Коннорс}}
Хана — старшая сестра Айи. Отличается спокойным и доброжелательным характером. Имеет длинные каштановые волосы и карие глаза. По словам её подруги, Хана нередко оказывается в центре внимания необычных людей.
Кёко Маки (яп. 牧京子 Маки Кёко)
Сэйю: Эрико Мацуи; Мишель Рохас}}
Кёко — лучшая подруга Ханы. У неё светлые волосы, обычно собранные в короткий хвост, и зелёные глаза. Её часто можно увидеть с палочкой для жевания во рту. Несмотря на суровый вид, она готова защитить тех, кто нуждается в поддержке.

## Медиа

### Манга
Сюжет и иллюстрация — Хироо Накамити. Манга After School Dice Club издавалась в журнале сёнэн-манга «Monthly Shōnen Sunday» издательства Shogakukan с 12 марта 2013 года по 11 июня 2021 года. Все главы были собраны в танкобонов, изданные с 12 сентября 2013 года по 12 июля 2021 года.

#### Тома
| №  | Дата публикации       | ISBN                   |
| -- | --------------------- | ---------------------- |
| 1  | 12 сентября 2013 года | ISBN 978-4-09-124407-9 |
| 2  | 12 февраля 2014 года  | ISBN 978-4-09-124601-1 |
| 3  | 11 июля 2014 года     | ISBN 978-4-09-124768-1 |
| 4  | 12 декабря 2014 года  | ISBN 978-4-09-125516-7 |
| 5  | 12 мая 2015 года      | ISBN 978-4-09-126067-3 |
| 6  | 11 декабря 2015 года  | ISBN 978-4-09-126337-7 |
| 7  | 12 мая 2016 года      | ISBN 978-4-09-127238-6 |
| 8  | 12 октября 2016 года  | ISBN 978-4-09-127436-6 |
| 9  | 10 марта 2017 года    | ISBN 978-4-09-127543-1 |
| 10 | 12 сентября 2017 года | ISBN 978-4-09-127738-1 |
| 11 | 17 марта 2018 года    | ISBN 978-4-09-128196-8 |
| 12 | 9 августа 2018 года   | ISBN 978-4-09-128468-6 |
| 13 | 12 декабря 2018 года  | ISBN 978-4-09-128723-6 |
| 14 | 10 мая 2019 года      | ISBN 978-4-09-129219-3 |
| 15 | 11 октября 2019 года  | ISBN 978-4-09-129458-6 |
| 16 | 10 апреля 2020 года   | ISBN 978-4-09-850086-4 |
| 17 | 12 октября 2020 года  | ISBN 978-4-09-850262-2 |
| 18 | 12 марта 2021 года    | ISBN 978-4-09-850469-5 |
| 19 | 12 июля 2021 года     | ISBN 978-4-09-850615-6 |

### Аниме
Адаптация в виде аниме-сериала была анонсирована в октябрьском выпуске журнала Monthly Shōnen Sunday от 12 сентября 2018 года. Экранизация была создана анимационной студией Liden Films под контролем режиссеёра Кэнити Имаидзуми по сценарию Ацуси Маэкава. За дизайн персонажей отвечала Юкико Ибэ, музыку — Сюдзи Катаяма. Трансляция эпизодов была с 3 октября по 19 декабря 2019 года на телеканалах ABC, Tokyo MX и BS11. Сериал включает 12 серий. Мию Томита исполнила начальную композицию Present Moment соло, а завершающую On the Board — совместно с Саки Мияситой и Марика Коно.

#### Эпизоды
| №  | Название | Дата премьеры        |
| -- | --- | -------------------- |
| 1  | «A New World («Новый мир»)» транслит..: «Shiranai Sekai» (ориг..: 知らない世界)                                                            | 3 октября 2019 года  |
| 2  | «This Is a Cockroach! («Это таракан»)» транслит..: «Kore wa Gokiburi desu！» (ориг..: これはゴキブリです！)                                | 10 октября 2019 года |
| 3  | «Not Alone («Не одинока»)» транслит..: «Hitori to Chau Kara» (ориг..: ひとりとちゃうから)                                                  | 17 октября 2019 года |
| 4  | «Midori's Dream («Мечта Мидор»)» транслит..: «Midori no Yume» (ориг..: ミドリの夢)                                                         | 24 октября 2019 года |
| 5  | «A Message for You («Послание для тебя»)» транслит..: «Kimi ni Tsutaeru Messēji» (ориг..: キミに伝えるメッセージ)                          | 31 октября 2019 года |
| 6  | «A Fledgling Designer Is Born! («Начинающий дизайнер родился!»)» транслит..: «Hiyokko Dezainā Tanjō ！» (ориг..: ひよっこデザイナー誕生！) | 7 ноября 2019 года   |
| 7  | «Opening Up («Открвай!»)» транслит..: «Kokoro, Hiraite» (ориг..: こころ、ひらいて)                                                         | 14 ноября 2019 года  |
| 8  | «The Fourth Friend («Чеыре подруги»)» транслит..: «Yon-nin-me no Tomodachi» (ориг..: ４人めの友だち)                                       | 21 ноября 2019 года  |
| 9  | «Daruma-Doll Fell Down («Кукла Дарума упала»)» транслит..: «Daruma-san ga Koronda» (ориг..: ダルマサンガコロンダ)                          | 28 ноября 2019 года  |
| 10 | «Happy Holy Night («Счастливая Святая ночь»)» транслит..: «Happī Hōrī Naito» (ориг..: ハッピーホーリーナイト)                              | 5 декабря 2019 года  |
| 11 | «A Game By Everyone («Игра для всех и каждого»)» транслит..: «Minna no Gēmu» (ориг..: みんなのゲーム)                                      | 12 декабря 2019 года |
| 12 | «The Place We All Love («Место, которое мы все любим»)» транслит..: «Watashitachi no Daisuki na Basho» (ориг..: 私たちの大好きな場所)      | 19 декабря 2019 года |

## Критика

### Предварительные просмотры
Четыре редактора веб-сайта Anime News Network (ANN) посвящённый аниме-индустрии, рецензировали первый эпизод. Терон Мартин отметил, что посыл «милые девочки играют в настольные игры» может выйти за рамки стандартной формулы, и дал сериалу «мягкую рекомендацию», предположив, что он сможет предложить интересное развитие персонажей и показать настольные игры в более драматичном свете.
Ребекка Сильверман сочла сцены игр немного перегруженными, но допустила, что сериал может раскрыться в дальнейших эпизодах, в том числе через тему социальной тревожности Мики.
Джеймс Бекетт раскритиковал схожесть характеров Мики и Айи, но его заинтересовала структура с разной игрой в каждом эпизоде, которая, по его мнению, может помочь раскрыть персонажей. Он отметил, что хотя это и не выдающаяся рекомендация, сериал достаточно крепкий, чтобы не потеряться в сезоне.
Ник Кример отметил удачную динамику между главными героинями, но счёл сюжет недостаточно насыщенным. Он отметил, что характер Мики оказался на втором плане из-за общего уровня сценария. В итоге он назвал сериал «не новым, но достойным представителем жанра», который стоит попробовать поклонникам «повседневностей».

### Приём сериала
Редактор веб-сайта ANN — Кейтлин Мур отрецензировала полный аниме-сериал в 2020 году. Изначально её насторожила стандартная первая серия, использующая привычные приёмы аниме о хобби для девочек. Однако позже её привлекли дружба между героинями, внимание к их жизни за пределами клуба и подробный подход к настольным играм, показанным в каждом эпизоде. В итоге она отметила, что сериал сочетает в себе лучшие черты повествовательного и иясикэй-аниме, делая акцент на дружбе и тёплой атмосфере, но при этом добавляя достаточно развития и структуры, чтобы удерживать интерес даже у тех, кто обычно не смотрит «бессюжетные» сериалы

## Заметки
1. 1 2  ABC указал премьеру сериала в 26:11 2 октября 2019 года, что фактически означает 3 октября в 2:11 ночи по времени Японии[31]
2. ↑  Все английские названия взяты из Funimation.

## Примечание
1. 1 2 3  Pineda, Rafael Antonio. Hōkago Saikoro Club Anime Unveils Main Cast, Visual. Anime News Network (9 мая 2019). Дата обращения: 9 мая 2019. Архивировано 8 августа 2020 года.
2. 1 2 3 4 5  heyitshales228. [Master Thread] After School Dice Club (Dubbed). Funimation. Дата обращения: 30 июня 2021. Архивировано 28 мая 2020 года.
3. ↑  Hodgkins, Crystalyn. Hōkago Saikoro Club Anime's Teaser Promo Video Reveals Takaya Kuroda as Shop Owner. Anime News Network (25 мая 2019). Дата обращения: 25 мая 2019. Архивировано 7 ноября 2020 года.
4. ↑  Pineda, Rafael Antonio. Hōkago Saikoro Club Anime's Video Unveils Opening Song, New Cast, More Staff, October 2 Debut. Anime News Network (8 августа 2019). Дата обращения: 8 августа 2019. Архивировано 2 января 2020 года.
5. ↑  Pineda, Rafael Antonio. Hōkago Saikoro Club Anime Casts Kōhei Amasaki. Anime News Network (12 сентября 2019). Дата обращения: 12 сентября 2019. Архивировано 1 марта 2020 года.
6. 1 2 3 4 5 6  After School Dice Club (2019). Behind The Voice Actors. Дата обращения: 7 марта 2024. Архивировано 7 марта 2024 года.
7. 1 2 3 4 5  Pineda, Rafael Antonio. Hōkago Saikoro Club Anime Casts Shun Horie, Taku Yashiro. Anime News Network (19 сентября 2019). Дата обращения: 19 сентября 2019. Архивировано 21 сентября 2019 года.
8. ↑  ja:ゲッサン一挙に新連載4本開始、モリタイシ、中道裕大など (яп.). Comic Natalie. Natasha, Inc. (12 марта 2013). Дата обращения: 10 сентября 2020. Архивировано 22 января 2021 года.
9. ↑  ja:「放課後さいころ倶楽部」8年の連載に幕、アナログゲームで交流する女子高生の物語 (яп.). Natalie. Natasha, Inc. (11 июня 2021). Дата обращения: 30 июня 2021. Архивировано 21 июня 2021 года.
10. 1 2  ja:放課後さいころ倶楽部 １ (неопр.). Shogakukan. Дата обращения: 9 ноября 2020. Архивировано 9 ноября 2020 года.
11. 1 2  ja:放課後さいころ倶楽部 １9 (неопр.). Shogakukan. Дата обращения: 30 июня 2021. Архивировано 23 июля 2021 года.
12. ↑  ja:放課後さいころ倶楽部 ２ (неопр.). Shogakukan. Дата обращения: 9 ноября 2020. Архивировано 9 ноября 2020 года.
13. ↑  ja:放課後さいころ倶楽部 ３ (неопр.). Shogakukan. Дата обращения: 9 ноября 2020. Архивировано 9 ноября 2020 года.
14. ↑  ja:放課後さいころ倶楽部 ４ (неопр.). Shogakukan. Дата обращения: 9 ноября 2020. Архивировано 9 ноября 2020 года.
15. ↑  ja:放課後さいころ倶楽部 ５ (неопр.). Shogakukan. Дата обращения: 9 ноября 2020. Архивировано 9 ноября 2020 года.
16. ↑  ja:放課後さいころ倶楽部 ６ (неопр.). Shogakukan. Дата обращения: 9 ноября 2020. Архивировано 9 ноября 2020 года.
17. ↑  ja:放課後さいころ倶楽部 ７ (неопр.). Shogakukan. Дата обращения: 9 ноября 2020. Архивировано 9 ноября 2020 года.
18. ↑  ja:放課後さいころ倶楽部 ８ (неопр.). Shogakukan. Дата обращения: 9 ноября 2020. Архивировано 9 ноября 2020 года.
19. ↑  ja:放課後さいころ倶楽部 ９ (неопр.). Shogakukan. Дата обращения: 9 ноября 2020. Архивировано 9 ноября 2020 года.
20. ↑  ja:放課後さいころ倶楽部 １０ (неопр.). Shogakukan. Дата обращения: 9 ноября 2020. Архивировано 9 ноября 2020 года.
21. ↑  ja:放課後さいころ倶楽部 １１ (неопр.). Shogakukan. Дата обращения: 9 ноября 2020. Архивировано 9 ноября 2020 года.
22. ↑  ja:放課後さいころ倶楽部 １２ (неопр.). Shogakukan. Дата обращения: 9 ноября 2020. Архивировано 9 ноября 2020 года.
23. ↑  ja:放課後さいころ倶楽部 １３ (неопр.). Shogakukan. Дата обращения: 9 ноября 2020. Архивировано 9 ноября 2020 года.
24. ↑  ja:放課後さいころ倶楽部 １４ (неопр.). Shogakukan. Дата обращения: 9 ноября 2020. Архивировано 9 ноября 2020 года.
25. ↑  ja:放課後さいころ倶楽部 １５ (неопр.). Shogakukan. Дата обращения: 9 ноября 2020. Архивировано 9 ноября 2020 года.
26. ↑  ja:放課後さいころ倶楽部 １６ (неопр.). Shogakukan. Дата обращения: 9 ноября 2020. Архивировано 9 ноября 2020 года.
27. ↑  ja:放課後さいころ倶楽部 １７ (неопр.). Shogakukan. Дата обращения: 9 ноября 2020. Архивировано 9 ноября 2020 года.
28. ↑  ja:放課後さいころ倶楽部 １８ (неопр.). Shogakukan. Дата обращения: 17 января 2021. Архивировано 11 марта 2021 года.
29. ↑  Hodgkins, Crystalyn. Hirō Nakamichi's Hōkago Saikoro Club Manga Gets TV Anime. Anime News Network (11 сентября 2018). Дата обращения: 11 сентября 2018. Архивировано 12 июля 2019 года.
30. ↑  Pineda, Rafael Antonio. Hōkago Saikoro Club Anime Reveals Staff, October Premiere. Anime News Network (12 июля 2019). Дата обращения: 12 июля 2019. Архивировано 12 июля 2019 года.
31. ↑  ja:ON AIR｜TVアニメ『放課後さいころ倶楽部』｜TV Anime『After School Dice Club』 (яп.). saikoro-club.com. Дата обращения: 23 марта 2025. Архивировано 26 декабря 2024 года.
32. 1 2  ja:STORY｜TVアニメ『放課後さいころ倶楽部』｜TV Anime『After School Dice Club』 (яп.). saikoro-club.com. Дата обращения: 2 октября 2019. Архивировано 3 февраля 2020 года.
33. ↑  Hodgkins, Crystalyn. Miyu Tomita Performs Opening Theme for Hōkago Saikoro Club Anime. Anime News Network (1 августа 2019). Дата обращения: 1 августа 2019. Архивировано 1 августа 2019 года.
34. ↑  ja:放課後さいころ倶楽部 (яп.). Шаблон:Ill. Kadokawa Corporation. Дата обращения: 23 марта 2025. Архивировано 23 марта 2025 года.
35. 1 2  The Fall 2019 Anime Preview Guide – After School Dice Club. Anime News Network (2 октября 2019). Дата обращения: 17 октября 2019. Архивировано 7 сентября 2020 года.
36. 1 2  Moore, Caitlin. After School Dice Club – Review. Anime News Network (2 августа 2020). Дата обращения: 4 августа 2020. Архивировано 6 августа 2020 года.